# Арташир II
Арташир II (Ардашир) — царь царей (шахиншах) Ирана, правил в 379/380 — 383/384 годах. Из династии Сасанидов.
Неизвестно точно, в каком родстве с Шапуром II состоял его преемник Арташир II. Возможно, он был его братом, либо сыном, либо племянником, сыном другого Шапура — царя «Сакастана, Турестана и Индии». Возможно, путаница могла быть вызвана кровнородственным браком родителей Арташира II.
До вступления на трон Арташир II был сначала царём Адиабены (с 344 по 376 года), а затем Кушаншахра. Почему власть обрёл именно он, не вполне ясно — то ли, умирая, Шапур II назначил его регентом до момента взросления наследника (Шапура III), то ли при воцарении Арташира II возобладал принцип передачи власти старшему в роде.

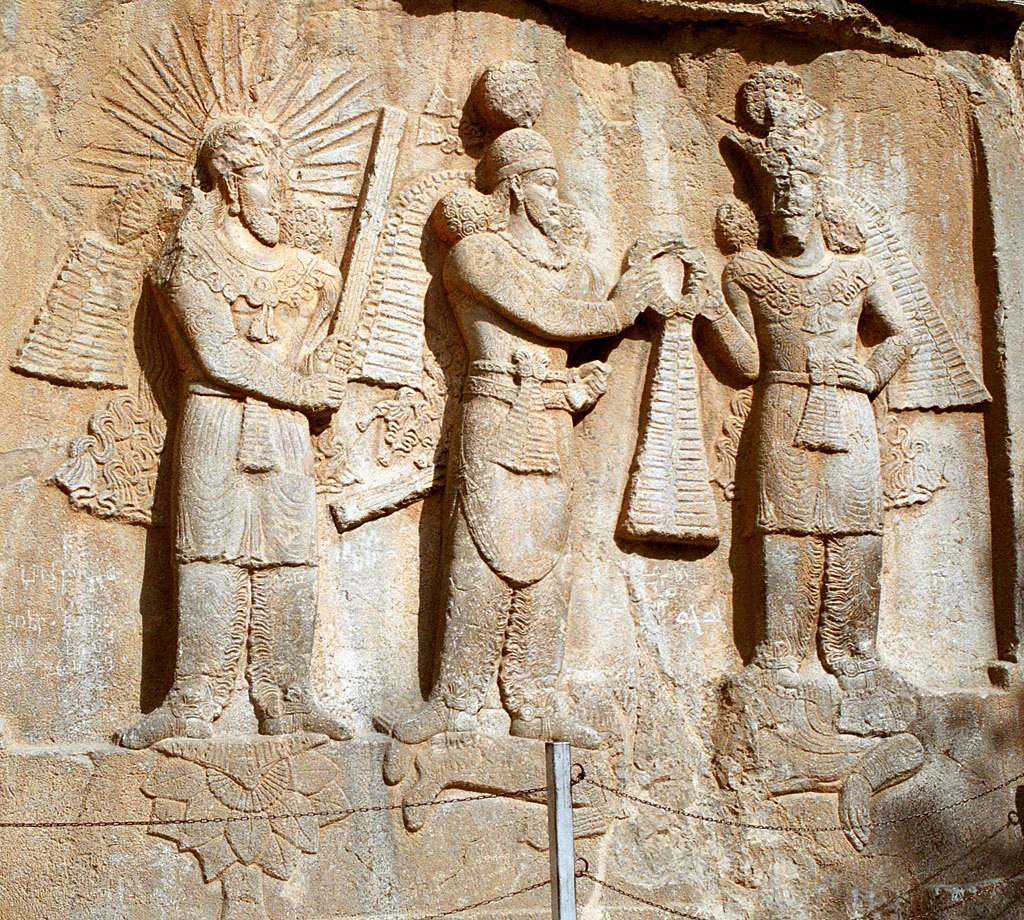
Инвеститурный рельеф Арташира II. Так-е Бостан.
часть учёных приписывает этот рельеф Шапуру II; якобы это Ормазд вручает Шапуру II (в центре) царскую диадему.

По мнению некоторых историков скальный рельеф в Так-е Бостан (на северо-восточной окраине современного Керманшаха) является инвеститурным рельефом Арташира II. Фигуры расположенные на рельефе трактуются так: Арташир II в своей индивидуальной куполообразной короне получает царскую диадему с лентами от царя Шапура II, который увенчан своей индивидуальной зубчатой короной, тем самым как бы подчёркивается законность передачи власти от Шапура II к Арташиру II. Фигура слева, стоящая на цветке лотоса, является богом Митрой, который своим присутствием скрепляет договор о передаче власти. Арташир II и Шапур II попирают ногами лежащую ничком фигуру бородатого римского императора, изображающую, безусловно, Юлиана Отступника. Видимо, Арташир II принимал заметное участие в войнах своего предшественника с римлянами. Так как Адиабена расположена в верховьях Тигра и примыкала к окрестностям Сасанидской столицы — Ктесифона, любые походы западных соседей Ирана должны были затрагивать эту область. Не исключено, что именно благодаря своему военному опыту именно Арташир возглавил Иран после кончины Шапура II.
Известно об этом шахиншахе крайне мало, фактически три вещи: он освободил простолюдинов от податей сроком на 10 лет, проводил недружественную христианам внутреннюю политику, проявлял жестокость по отношению к знати, которая и свергла его.
В отношении сроков правления Арташира II выписки Сергия, приведенные у Агафия Миринейского, соответствуют данным Вахрама Марданшахана, ат-Табари и ал-Якуби,  «авестийского списка», Ибн Кутайбы, ал-Масуди и Евтихия Александрийского. Арташиру II отводятся 4 года.
| Сасаниды                 |                                                             |                     |
| Предшественник: Шапур II | шахиншах Ирана и не-Ирана 379/380 — 383/384 (правил 4 года) | Преемник: Шапур III |